# Klegenrejo
Klegenrejo is een bestuurslaag in het regentschap Kebumen van de provincie Midden-Java, Indonesië. Klegenrejo telt 2863 inwoners (volkstelling 2010).